# Victor von Hennigs
Victor Carl Gustav von Hennigs (* 18. April 1848 in Stremlow; † 10. März 1930 in Berlin-Lichterfelde) war ein preußischer General der Kavallerie.

## Leben

### Herkunft
Victor war das fünfte von neun Kindern des Rittergutsbesitzers Albert von Hennigs und seiner Ehefrau Kathinka, geborene Baronesse von Fock. Einer seiner Brüder war der spätere preußische Generalleutnant Waldemar von Hennigs.

### Militärkarriere
Als Kind wurde Hennigs zur Erziehung in das Kadettenkorps Potsdam gegeben. Nachdem er am 18. April 1865 zum Sekondeleutnant befördert worden war, trat er in diesem Jahr als solcher in das Ulanen-Regiment „Kaiser Alexander III. von Rußland“ (Westpreußisches) Nr. 1 ein, wo er 1868 zum Regimentsadjutanten ernannt wurde. Als junger Offizier nahm Hennigs am Preußisch-Österreichischen Krieg 1866 und am Deutsch-Französischen Krieg 1870/71 teil. Im letzteren wurde er mit dem Eisernen Kreuz II. Klasse ausgezeichnet. Zwischen den Kriegen und erneut nach dem Krieg von 1870/71 besuchte er die Kriegsakademie.
Von 1873 bis 1876 wurde Hennigs dem Prinzen Friedrich Wilhelm als militärischer Begleiter zugeteilt und in dieser Eigenschaft zum Premierleutnant befördert. Nach anderweitiger Verwendung und der Beförderung zum Major begleitete er den inzwischen zum Titular-Landgrafen Friedrich Wilhelm avancierten Fürsten auf eine Weltreise in den Jahren 1887 und 1888, die beide Männer durch Nord- und Mittelamerika und Asien führte, bis sie im Oktober 1888 in Singapur endete, weil Friedrich Wilhelm auf der Fahrt von Batavia nach Singapur über Bord gefallen und ertrunken war.
Danach wurde Hennigs 1876 zum Großen Generalstab kommandiert und im gleichen Jahr in das Garde-Dragoner-Regiment (1. Großherzoglich Hessisches) Nr. 23 versetzt, wo er 1878 Eskadronchef wurde. 1882 kam er nach Verwendung im Ulanen-Regiment „Großherzog Friedrich von Baden“ (Rheinisches) Nr. 7 als Adjutant zum Generalkommando des II. Armee-Korps in Stettin. Von dort ging er 1887 zu dem Ulanen-Regiment „Graf Haeseler“ (2. Brandenburgisches) Nr. 11, zuerst nach Perleberg in der Prignitz, welches dann als Regiment nach Saarburg in Lothringen verlegt wurde.
1892 wurde Hennigs nach Potsdam versetzt, wo er zunächst als Kommandeur des 3. Garde-Ulanen-Regiments im Rang eines Oberstleutnants fungierte. 1894 folgte die Ernennung zum Chef der Kavallerieabteilung im Kriegsministerium in Berlin, und im August 1896 übernahm er die 3. Kavallerie-Brigade in Stettin. 1901 wurde Hennigs dort schließlich als Generalleutnant zum Inspekteur der 2. Kavallerie-Inspektion ernannt. Am 31. Juli 1904 wurde Hennigs von diesem Posten entbunden und mit der gesetzlichen Pension zur Disposition gestellt. Anschließend fungierte er bis zum 8. September 1908 als Chef der Landgendarmerie und erhielt in dieser Funktion am 16. Oktober 1906 den Charakter als General der Kavallerie.
In den Jahren 1900, 1901 und 1903 nahm Hennigs als Schiedsrichter an den Kaisermanövern teil.

### Familie
Hennigs heiratete am 11. Dezember 1889 Paula von Albedyll, eine Tochter des Generals der Kavallerie Georg von Albedyll und der Elisabeth Pauline, geborene von Wedel-Burghagen (1861–1946).
Aus der Ehe gingen die Söhne Rudolf (* 1891) und Georg-Wilhelm (* 1895) sowie die Tochter Elisabeth (1893–1934) hervor. Letztere heiratete später in zweiter Ehe den General und Reichskanzler Kurt von Schleicher.
Während Hennigs Söhne beide im Ersten Weltkrieg fielen, wurde die Tochter zusammen mit ihrem Ehemann in der „Nacht der langen Messer“ am 30. Juni 1934 in Neubabelsberg durch Angehörige des Sicherheitsdienstes der SS ermordet. Die Enkeltochter Lonny von Schleicher überlebte.

## Auszeichnungen
Hennigs stand à la suite des 3. Garde-Ulanen-Regiments in Potsdam und war Inhaber folgender Orden und Ehrenzeichen:
- Roter Adlerorden I. Klasse mit Eichenlaub und Schwertern am Ringe[1]
- Kronenorden I. Klasse[1]
- Rechtsritter des Johanniterordens[1]
- Preußisches Dienstauszeichnungskreuz[1]
- Ritterkreuz I. Klasse des Ordens vom Zähringer Löwen[1]
- Ritterkreuz I. Klasse des Hessischen Philipps-Ordens mit Schwertern[1]
- Waldecksches Militär-Verdienstkreuz I. Klasse[1]
- Ritter des Dannebrogordens[1]
- Komtur des Ritterordens der Hl. Mauritius und Lazarus[1]
- Kommandeur II. Klasse des Schwertordens[1]